# ناامیدی
ناامیدی یا یَأس، احساس نارضایتی است که به دنبال برآورده نشدن انتظارها یا امیدها به وجود می‌آید. تفاوت ناامیدی با پشیمانی در این است که فرد پشیمان در درجه اول به تصمیم‌های شخصی که به یک نتیجه بد منجر شد، توجه می‌کند، اما فرد ناامید یا مأیوس تنها به نتیجه کار توجه می‌کند. ناامیدی سرچشمه فشار روانی است. مطالعه حس ناامیدی و بررسی علت‌ها و اثرات آن، رشته‌ای در تجزیه و تحلیل تصمیم است. ناامیدی به همراه پشیمانی دو احساس اولیه مرتبط با تصمیم‌گیری هستند.

## روان‌شناسی

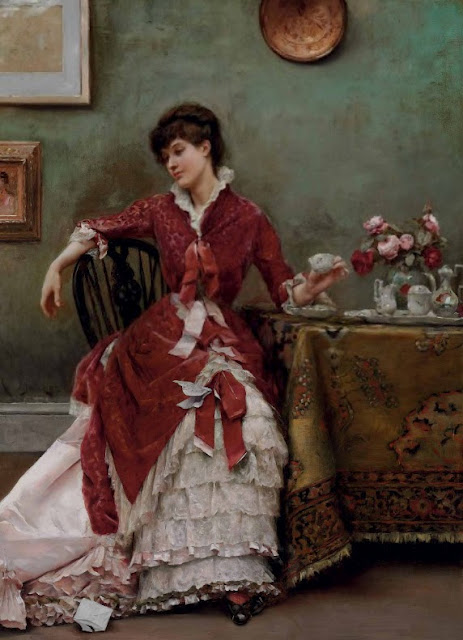
ناامیدی (۱۸۸۲ میلادی)، اثر ژولیس لبلانک استوارت

بعضی باور دارند ناامیدی و عدم توانایی رودررویی با آن، گاهی می‌تواند سبب خوش‌بینی شود. گرچه خوش‌بینی زیاد نشان‌دهنده سلامت روان است، اما در بعضی موارد می‌تواند نشان‌دهنده قرارگرفتن فرد زیر فشار روانی طولانی مدت یا غیرقابل کنترل باشد؛ پدیده‌ای که پژوهشگران آن را به «اثر ناامیدی» نسبت می‌دهند. اثر ناامیدی کمکی به انعطاف‌پذیری احساسی برای رودررویی با ناامیدی نمی‌کند؛ بنابراین افراد خوش‌بین هنگام تجربه مشکلات توانایی کمتری در از سر گذراندن آن‌ها دارند. این ادعا با پژوهش‌های سوزان سگستورم به چالش کشیده‌شد. در پژوهش‌های او بیان شد که افراد خوش‌بین بیشتر احتمال دارد فعالانه با مشکلات خود دست و پنجه نرم کنند و بنابراین تاحدودی ایمنی کسب می‌کنند.
روان‌درمانگر، ایان کرایب، در سال ۱۹۹۴ میلادی کتابی با نام اهمیت ناامیدی منتشر کرد و در آن به کارهای ملانی کلاین و زیگموند فروید پیرامون این نگره که فرهنگ انتظارات نادرستی از کمال در زندگی به افراد القا می‌کند و همین باعث دست‌نیافتن افراد به یک خودانگاره سالم می‌شود. کرایب برای نمونه افرادی که عزیزی را از دست داده‌اند مثال زد، اینگونه افراد در مواجهه با سوگ از دست دادن عزیزانشان مدل پنج مرحله اندوه را از خود نشان می‌دهند. این رفتار بیشتر برای آسان‌تر کردن سوگواری است.
لژاک لاکان، ناامیدی در دوران کودکی را برای ورود به دنیای نمادین فرهنگ ضروری می‌دانست. ناامیدی در بزرگسالی - سرخوردگی ناشی از برآورده‌نشدن خواسته‌های ما در جهان - به عنوان کلید است برای کشف اینکه در واقع ما چه‌کسی هستیم.

## نگره

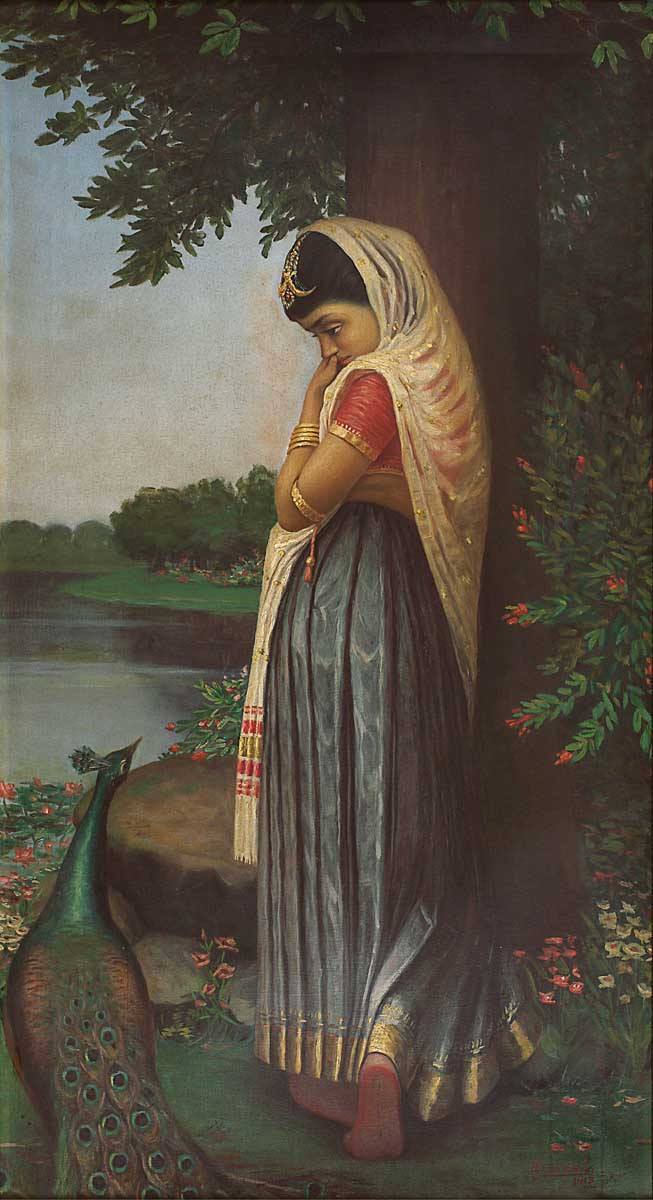
بدون عنوان - زنی با یک طاووس (۱۹۱۹)، اثر جوگش چاندرا سیل

نگرهٔ ناامیدی در دهه ۱۹۸۰ میلادی توسط دیوید الیوت بل مطرح شد و سپس توسط گراهام لومز و رابرت سادن توسعه پیداکرد. این نگره پیرامون این ایده است که افرادی که به ریسک‌ها فکر می‌کنند هنگامی ناامید می‌شوند که نتیجه آن ریسک به آن مثبتی‌ای که برایشان مطلوب است ارزیابی نمی‌کنند. از این نگره برای بررسی تصمیماتی مانند منصرف شدن از مهاجرت، پرداختن بیمه یا تمایل خریدار به پرداخت. برپایه یافته‌های دیوید جیل و ویکتوریا پاورز افراد ناامید به رقابت بی‌میل هستند.
افراد ناامید ممکن است روی نتایج احتمالی‌ای تمرکز کنند که از آن نتیجه‌ای که پیش آمده بهتر است؛ تا حدی که حتی نتایج مثبت هم باعث سرخوردگی و ناامیدی آن‌ها می‌شود. برای نمونه بل مثال می‌زند که مثلاً اگر چنین فردی در یک بخت‌آزمایی ۱۰٬۰۰۰ دلار برنده شود، این نتیجه درصورتی برایش مثبت‌تر خواهد بود که این مبلغ بالاترین مبلغ برنده‌شده در بخت‌آزمایی باشد تا اینکه پایین‌ترین. افراد معمولاً احتمال ناامیدی را پیش‌بینی می‌کنند و به نحوی تصمیم‌گیری می‌کنند تا احتمال رویداد این احساس کاهش یابد. ناسازگاری ناامیدی به عنوان توضیحی برای پارادوکس اله فرض‌شده است.
در حالی که پژوهشگران پیشین نگره ناامیدی بر نتایج پیش‌بینی‌شده تمرکز می‌کردند، بررسی‌های اخیر بیش‌تر روی تأثیر ناامیدی پس از روی‌دادن نتیجه‌ای بعدها نامطلوب تلقی خواهدشد، تمرکز می‌کنند؛ مثلاً اگر کسی در بازار سهام سود کند مطمئناً خوشحال خواهدشد اما اگر پی‌ببرد که اگر تا چند هفته بعد برای فروش صبر کرده‌بود، سود بیشتری به دست می‌آورد، خوشحالی او از بین می‌رود. این تجربه ناامیدی ممکن است بر رفتارهای بعدی تأثیر بگذارد و به گفته تحلیلگران، ترکیب این متغیرها در نگره ناامیدی، می‌تواند به مطالعه اقتصاد رفتاری کمک کند. ناامیدی و پشیمانی با پرسش مستقیم از پاسخ‌دهندگان اندازه‌گیری می‌شوند.